# Gal Fridman
Gal Fridman (em hebraico:  גל פרידמן) (Karkur, 16 de setembro de 1975) é um velejador israelense.
Fridman conquistou duas medalhas olímpicas na mistral, um bronze nos Jogos de Atlanta e um ouro nos Jogos de Atenas, sendo esta a primeira medalha de ouro olímpica de seu país. O atleta ainda acumula medalhas nos Campeonatos Mundial e Europeu de Mistral. Após 2008, Fridman deixou de competir, passando a assessorar atletas como o compatriota Nimrod Mashiah, campeão mundial em 2009.